# Élection présidentielle indonésienne de 2024
L'élection présidentielle indonésienne de 2024 a lieu le 14 février 2024 afin d'élire pour cinq ans le président et le vice-président de l'Indonésie. Des élections législatives, provinciales et municipales ont lieu simultanément.
Le président sortant Joko Widodo n'est pas éligible pour un troisième mandat en raison de la limite à deux mandats fixée par la Constitution. Pour la première fois depuis l'élection présidentielle de 2009, le scrutin voit concourir un troisième candidat. L'indépendant Anies Baswedan affronte ainsi Ganjar Pranowo, candidat du Parti démocratique indonésien de lutte (PDIP) du président sortant, tandis que Prabowo Subianto se présente comme candidat du Parti du mouvement de la grande Indonésie (Gerindra) pour la troisième fois consécutive. Ce dernier reçoit cependant le soutien de Joko Widodo, en échange de quoi son fils aîné Gibran Rakabuming Raka est choisi comme colistier par Subianto.
Prabowo Subianto l'emporte largement dès le premier tour, avec un peu plus de 58 % des voix.

## Contexte

### Élections précédentes

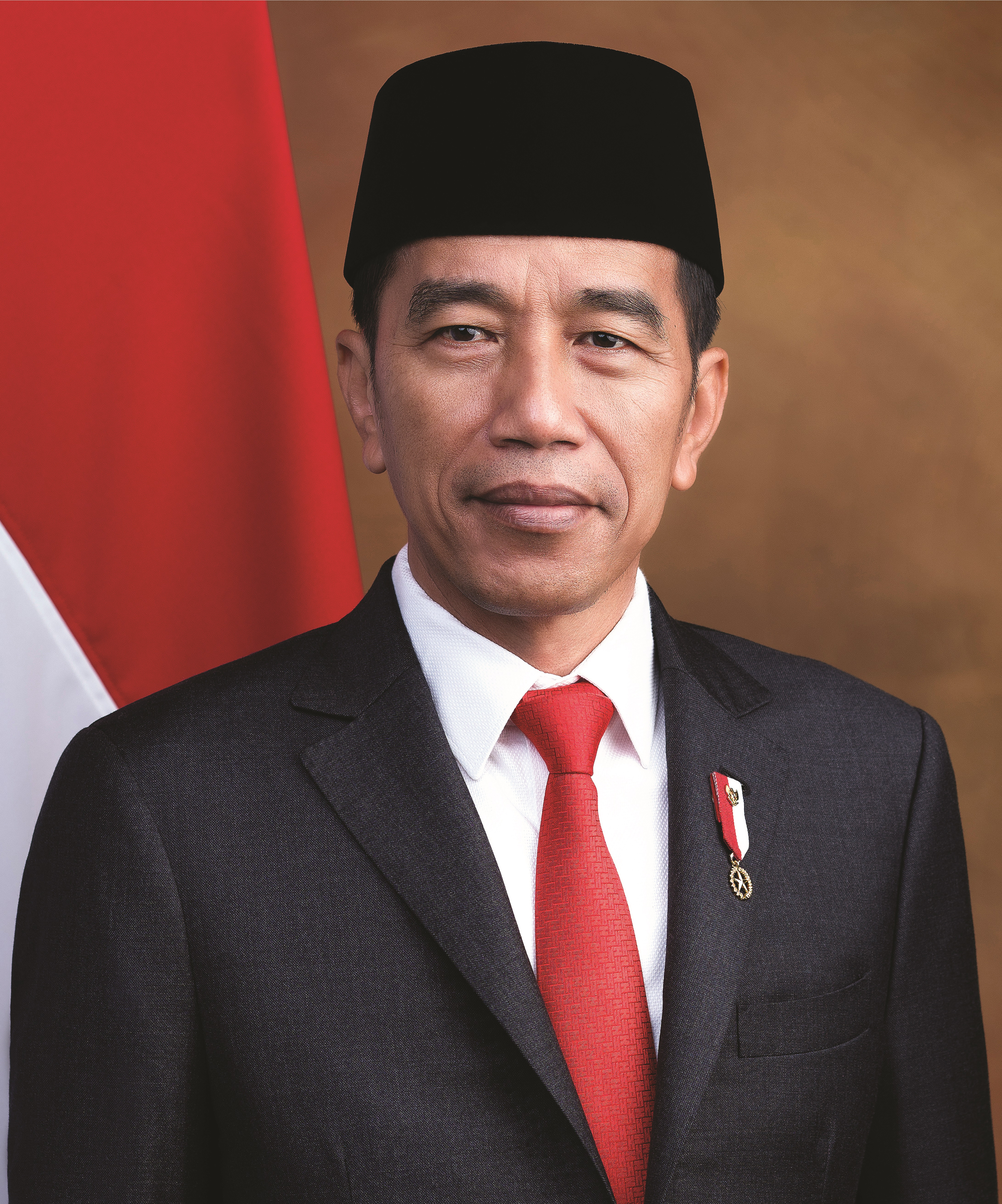
Le président sortant Joko Widodo

Membre du Parti démocratique indonésien de lutte (PDIP), le président sortant Joko Widodo est élu en 2014 face au général Prabowo Subianto, candidat du Parti du mouvement de la grande Indonésie (Gerindra), puis réélu cinq ans plus tard face au même adversaire. Les deux candidats sont seuls en lice — avec leurs colistiers respectifs — lors des deux scrutins, les conditions de candidatures étant particulièrement strictes dans le pays depuis 2017.
Joko Widodo l'emporte avec une large avance sur la base d'un programme de lutte contre la corruption, tandis que les thèmes islamo-conservateurs s'imposent dans la campagne, obligeant Widodo — connu pour ses positions modérées sur le sujet — à choisir pour colistier le prédicateur islamiste Ma'ruf Amin. À la tête de la Nahdlatul Ulama, qui représente l'islam traditionnel du pays, ce dernier permet à Widodo de gagner une partie de l'électorat islamique, tandis que ses propres positions rassurent l'électorat modéré,,.
Gendre du dictateur Soeharto, le général Prabowo Subianto se focalise quant à lui sur les questions identitaires, au risque d'exacerber les tensions ethniques et religieuses. Soutenu par les réseaux islamistes et une partie de l'oligarchie, il dénonce avec emphase le « viol de la mère patrie » et la « persécution des oulémas ». Son allié Habib Rizieq Shihab, dirigeant du Front des défenseurs de l'islam et réfugié en Arabie saoudite pour échapper à la justice, va ainsi jusqu'à accuser le président sortant d’être un « ennemi de l’islam » et de protéger « les communistes, les libéraux, les croyances déviantes et les actes indécents et illicites ».
L'élection présidentielle de 2019, qui connait un taux de participation record de plus de 82 %, a notamment lieu en même temps que les élections législatives de 2019 ainsi que de l'ensemble des élections provinciales et municipales, une première dans le pays. Le dépouillement de plus de 600 millions de bulletins de vote pendant dix jours, parfois par les mêmes personnes trente heures d'affilée, sous une température de 30 degrés et une humidité de 80 %, provoque la mort d'au moins 569 assesseurs et la mise en arrêt de travail de 4 310 autres. Ces décès entraînent de vives critiques envers le gouvernement, qui assure que cette expérience ne sera pas reconduite. Les élections provinciales et municipales de 2024 sont ainsi décalées au mois de novembre, seuls les scrutins nationaux devant avoir lieu en février,,,. Courant 2022, la Cour constitutionnelle juge cependant inconstitutionnel ce retour en arrière. En retour, les assesseurs bénéficient obligatoirement d'un examen médical validant leur participation au dépouillement, tandis que l'usage de photocopieuses pour la fabrication des doubles des documents est introduit,.
Au cours des années qui suivent sa seconde défaite, Prabowo Subianto semble tirer les conséquences de la popularité élevée et soutenue de Joko Widodo, au point d'opérer un changement radical d'image. Jusque là prompt à utiliser une rhétorique hostile et à insulter ses opposants, Subianto change son image de « général moderne » agressif en se déclarant publiquement un « élève attentif » du style présidentiel, qu'il couvre d'éloges tout en adoptant un discours inclusif et pacifique. Ces efforts pour adoucir son image et opérer un rapprochement avec le président Widodo — qui ne dispose pas d'une majorité absolue au parlement — fonctionne, les deux hommes se réconciliant courant 2019. Le Gerindra apporte dès lors son soutien au gouvernement, poussant davantage Subianto à abandonner sa rhétorique antisystème. En juillet, il se voit finalement confié le ministère de la défense, tandis que son colistier en 2019, Sandiaga Uno, devient ministre du tourisme lors d'un remaniement en 2020,.

### Retournements d'alliance

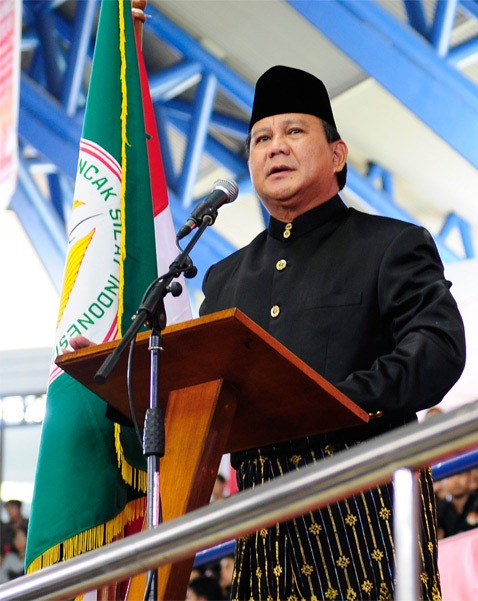
Prabowo Subianto

Pour la première fois depuis quinze ans, l'élection présidentielle voit concourir plus de deux candidats. Joko Widodo ne pouvant se représenter en raison de la limite constitutionnelle à deux mandats fixée par la Constitution de 1945, le Parti démocratique indonésien de lutte (PDIP) présente la candidature du gouverneur de la province de Java central, Ganjar Pranowo, avec pour colistier le Ministre coordinateur des Affaires politiques, juridiques et sécuritaires et ancien président de la Cour constitutionnelle, Mohammad Mahfud Mahmodin, dit « Mahfud MD ».
À la surprise générale, Joko Widodo décide de soutenir la candidature de son adversaire des deux précédents scrutins, Prabowo Subianto, qui se présente  pour la troisième fois consécutive sous l'étiquette du Parti du mouvement de la grande Indonésie (Gerindra). Le président sortant, qui bénéficie toujours d'une forte cote de popularité estimée à 70 %, obtient en échange que son fils ainé Gibran Rakabuming Raka, maire de Surakarta, soit choisi comme colistier par Subianto. Cette décision attire à Widodo de nombreuses critiques, le président étant accusé de népotisme en faisant passer son « héritage dynastique » avant sa formation politique,. La candidature à la vice-présidence de Gibran Rakabuming Raka, pourtant âgé de 37 ans à la date du scrutin, soit bien en deçà de l'âge minimal requis de 40 ans, est validée le 17 octobre 2023 par un jugement de la Cour constitutionnelle, qui permet la candidature des individus ayant déjà été élus au niveau local. Quatre jours plus tard, il est officialisé candidat à la vice-présidence par le parti Golkar, membre de la coalition mené par le Gerindra, tandis que Subianto l'annonce publiquement comme son colistier le lendemain,. Le jugement de la Cour se révèle très controversé en raison notamment des liens de son président, Anwar Usman, avec Gibran Rakabuming Raka, dont il est l'oncle. Jugé coupable de conflit d'intérêts, Anwar Usman est démis de son poste de président de la Cour le 8 novembre suivant, et remplacé par Jimly Asshiddiqie. Le jugement d'octobre est cependant maintenu, permettant à Gibran Rakabuming Raka de concourir en 2024.
Jusqu'alors soutien de Subianto, le Parti du réveil national (PKB) revient alors sur sa décision pour soutenir à la place l'indépendant Anies Baswedan, gouverneur de la région administrative spéciale de la capitale Jakarta. Celui ci choisit pour colistier le vice-président du Conseil représentatif du peuple, Muhaimin Iskandar, membre du PKB. C'est la première fois depuis l'élection présidentielle de 2009 qu'un autre candidat que ceux du PDIP et du Gerindra est en lice,.

### Appels au boycott en Papouasie

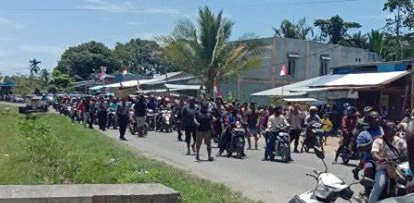
Manifestants à Sarmi en août 2019

Confronté à la répression croissante par le gouvernement indonésien depuis les manifestations de 2019 en Papouasie (en) — dans le contexte général du conflit qui l'oppose à ce dernier depuis l'annexion de la province en 1963 —, l'Organisation pour une Papouasie libre appelle les habitants de Papouasie occidentale à boycotter le scrutin, jugeant illégitime le gouvernement qu'il qualifie d'« occupant indonésien »,.
Incorporé à l'Indonésie en 1969 à la suite de l'Acte de libre choix, le territoire est divisé depuis 2022 en six provinces : la Papouasie occidentale, la Papouasie, la Papouasie centrale, la Papouasie des hautes terres, la Papouasie méridionale et la Papouasie du Sud-Ouest. Un total de 500 000 papous aurait depuis été tués par des exactions de l'armée indonésienne,,,.

## Mode de scrutin

Logo de la campagne

Le président de la république d'Indonésie est élu par le biais d'une forme modifiée du scrutin uninominal majoritaire à deux tours pour un mandat de cinq ans renouvelable une seule fois. Si aucun candidat ne recueille au premier tour la majorité absolue des suffrages exprimés ainsi qu'au moins 20 % des suffrages exprimés dans la moitié des 34 provinces du pays, un second a lieu entre les deux candidats arrivés en tête, et celui recueillant le plus de voix est déclaré élu.
Conformément à la loi électorale de 2017, seuls peuvent concourir les candidats des partis ayant recueilli au moins 25 % des voix ou 20 % des sièges lors des précédentes élections du Conseil représentatif du peuple, la chambre basse du pays. Les partis atteignant ce seuil ont l'obligation de présenter un candidat, sous peine d'interdiction aux prochaines élections. La commission électorale indonésienne est par ailleurs réputée particulièrement stricte sur les conditions de candidature pour l'ensemble des scrutins organisés dans le pays,.
La loi électorale impose également aux candidats à la présidence et à la vice-présidence d'être âgés d'au moins quarante ans — sauf s'ils ont déjà remporté une élection locale —, de n'avoir jamais possédé d'autre nationalité que celle indonésienne, d'avoir pour conjoint une personne de nationalité indonésienne, de croire en un dieu unique, d'avoir résidé en Indonésie au cours des cinq années précédant l'élection, et de n'avoir jamais été condamné à une peine de plus de cinq ans de prison ou été en banqueroute.
La corruption reste très répandue en Indonésie. Le Parlement est considéré comme l'une des institutions les plus touchées. En période électorale, des cadeaux et des enveloppes d'argent peuvent être proposés aux électeurs et certains candidats se refusent à condamner ces pratiques. Tout en expliquant aux électeurs qu'ils pouvaient accepter des cadeaux, Prabowo Subianto leur a ainsi demandé de voter selon leurs convictions. "Si quelqu'un vous promet de l'argent, acceptez-le, c'est votre argent, l'argent du peuple. Mais s'il vous plaît, votez selon votre cœur".

## Résultats
|                          | Prabowo Subianto Gibran Rakabuming Raka | Gerindra Indépendant     | 96 214 691  | 58,59 |  |  |
|                          | Anies Baswedan Muhaimin Iskandar        | Indépendant PKB          | 40 971 906  | 24,95 |  |  |
|                          | Ganjar Pranowo Mahfud MD                | PDIP Indépendant         | 27 040 878  | 16,47 |  |  |
|                          |                                         |                          |             |       |  |  |
| Votes valides            | Votes valides                           | Votes valides            | 164 227 475 | 97,51 |  |  |
| Votes blancs et nuls     | Votes blancs et nuls                    | Votes blancs et nuls     | 4 194 536   | 2,49  |  |  |
| Total                    | Total                                   | Total                    | 168 422 011 | 100   |  |  |
| Abstention               | Abstention                              | Abstention               | 35 999 601  | 17,61 |  |  |
| Inscrits / participation | Inscrits / participation                | Inscrits / participation | 204 421 612 | 82,39 |  |  |

## Suites
Anies Baswedan, arrivé deuxième du scrutin, dépose  un recours devant la Cour constitutionnelle après des accusations d'irrégularités et de fraudes autour du scrutin et de la campagne, mettant en particulier en cause l'intervention des appareils d'État en faveur de Prabowo Subianto.